# Szent Péter és Pál apostolok fatemplom (Somlyócsehi)
A somlyócsehi Szent Péter és Pál apostolok fatemplom műemlékké nyilvánított épület Romániában, Szilágy megyében. A romániai műemlékek jegyzékében az  SJ-II-m-A-05033 sorszámon szerepel.